# Dicranum strictum
Dicranum strictum là một loài Rêu trong họ Dicranaceae. Loài này được (Dicks.) Sm. mô tả khoa học đầu tiên năm 1804.